# اودزابرد
متن پررنگ
اودزابرد (ارمنی: Oձաբերդ. به معنی «قلعه مار»; انگلیسی: Odzaberd؛ سابقاً Teyseba اشاره به استحکامات اورارتویی و به نام خدای Teisheba نامگذاری شده است. همچنین به نام ایشخانابرد به معنی «قلعه پروردگار» نیز شناخته می‌شود) بر روی تپه ای در شرق شهر تسووینار و در گوشه جنوب شرقی دریاچه سوان در استان گغارکونیک، ارمنستان واقع شده است. اودزابرد در ارتفاع ۱٬۹۲۱ متر (۶٬۳۰۲ فوت) واقع شده است.

## -

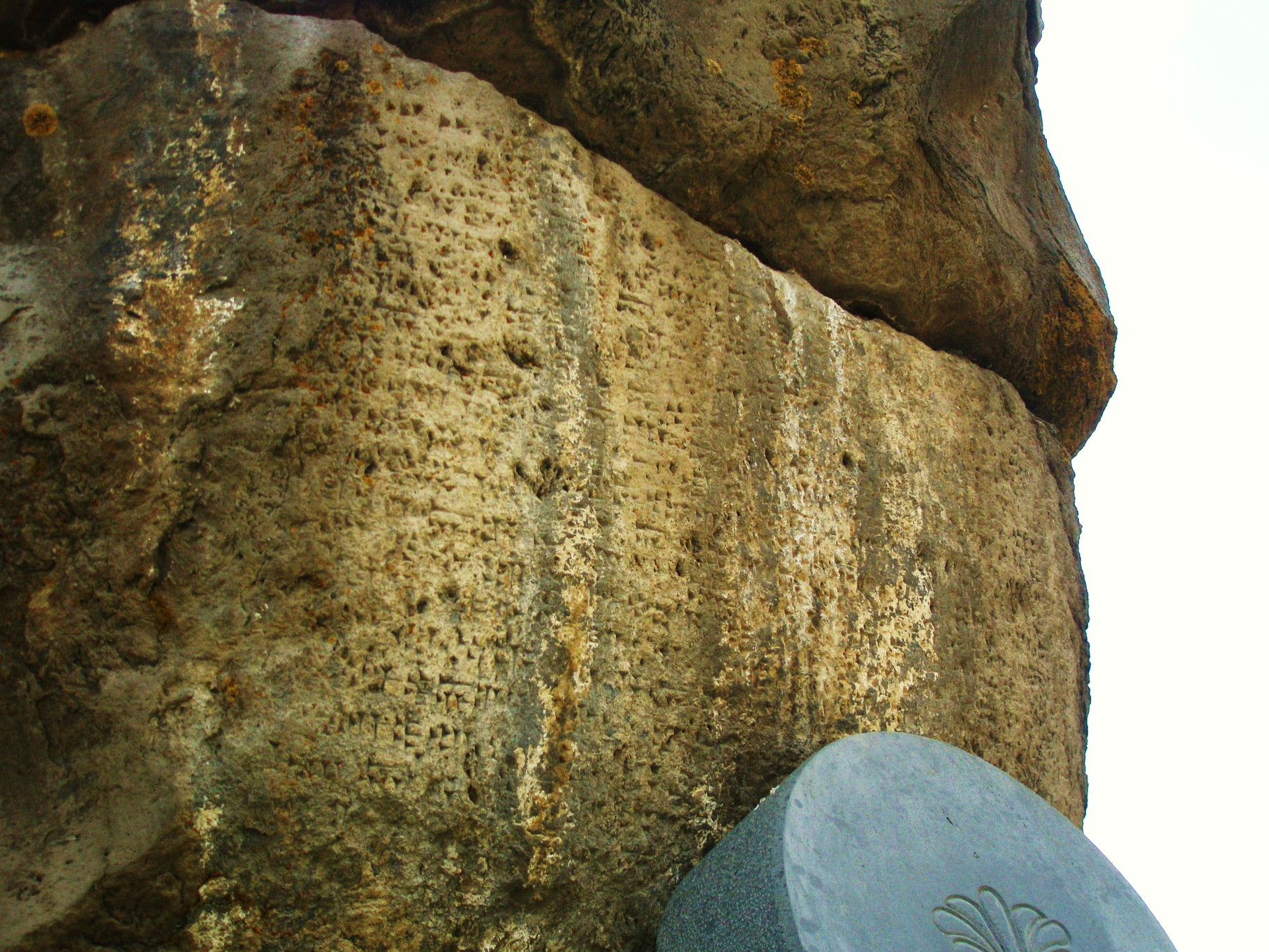

تِیشِبا (ارمنی: Թեյշեբա; انگلیسی: Teyseba بعداً ایشخانابرد به معنای «قلعه ارباب» و اودزابرد به معنای «قلعه مار») در شرق تسووینار و در گوشه جنوب شرقی دریاچه سوان در استان گغارکونیک ارمنستان واقع شده است. این یک سایت باستان‌شناسی مهم است زیرا زمانی یک شهر مستحکم در پادشاهی اورارتویی بود که توسط روسای یکم بین سال‌های ۷۳۵ و ۷۱۳ قبل از میلاد، تأسیس شد و بهترین استحکامات اورارتویی حفظ شده در حوضه سوان محسوب می‌شود. در میان ویرانه‌ها، پایه‌های سنگی و بخش‌هایی از دیوار و دروازه‌های شهر هنوز قابل مشاهده است. همچنین ورودی غار کوچکی در جبهه غربی تپه در میان خرابه‌های تیسبه قرار دارد.
کتیبه‌ای به خط میخی باستانی که توسط روسای یکم نوشته شده است، بر روی صخره‌ای کم ارتفاع در پای تپه‎‌ای که شهر بر روی آن ساخته شده است حک شده است. خدای تیشبه و از فتح بیست و سه ملت توسط روسا اول صحبت می‌کند. ریشه‌شناسی سوان نیز در کتیبه یافت شد و اولین ذکر این کلمه است که اکنون مربوط به دریاچه‌ای است که خرابه‌های آن واقع شده است.
فرهنگ مردمی (فولکلور) محلی می‌گوید که دریاچه سوان در این زمان در ارتفاع بسیار بالاتری قرار داشت و شهر تیسبه در امتداد ساحل آن ساخته شده بود. در دوران اتحاد جماهیر شوروی، سطح این دریاچه ۱۹ متر پایین آمد و اکنون به ۲۰ متر (۶۵ فوت) پایین‌تر از جایی که قبلاً بوده است، تثبیت شده است. گفته می‌شود که کتیبه به خط میخی برای جلوگیری از خراب شدن آن روی صخره حک شده بود. با توجه به اینکه سطح آب در آن زمان بسیار بالاتر بود، مکان کتیبه عملاً غیرقابل دسترس بود.
همچنین گفته می‌شود که گورستانی امروزی که در برون‌آمدگی صخره‌ای در شمال روستای تسووینار قرار دارد، در زمان اورارتویی جزیره‌ای با دهکده‌ای کوچک بود که در اثر جریان گدازه‌ای که از زیر دریاچه بالا می‌آمد ویران شده بود. ساکنان محلی می‌گویند که هنگام کندن قبرهای جدید در گورستان، سکه‌ها و استخوان‌های باستانی پیدا شده است. از آن زمان به بعد این جزیره کوچک شده است.

## فرهنگ مردمی (فولکلور)

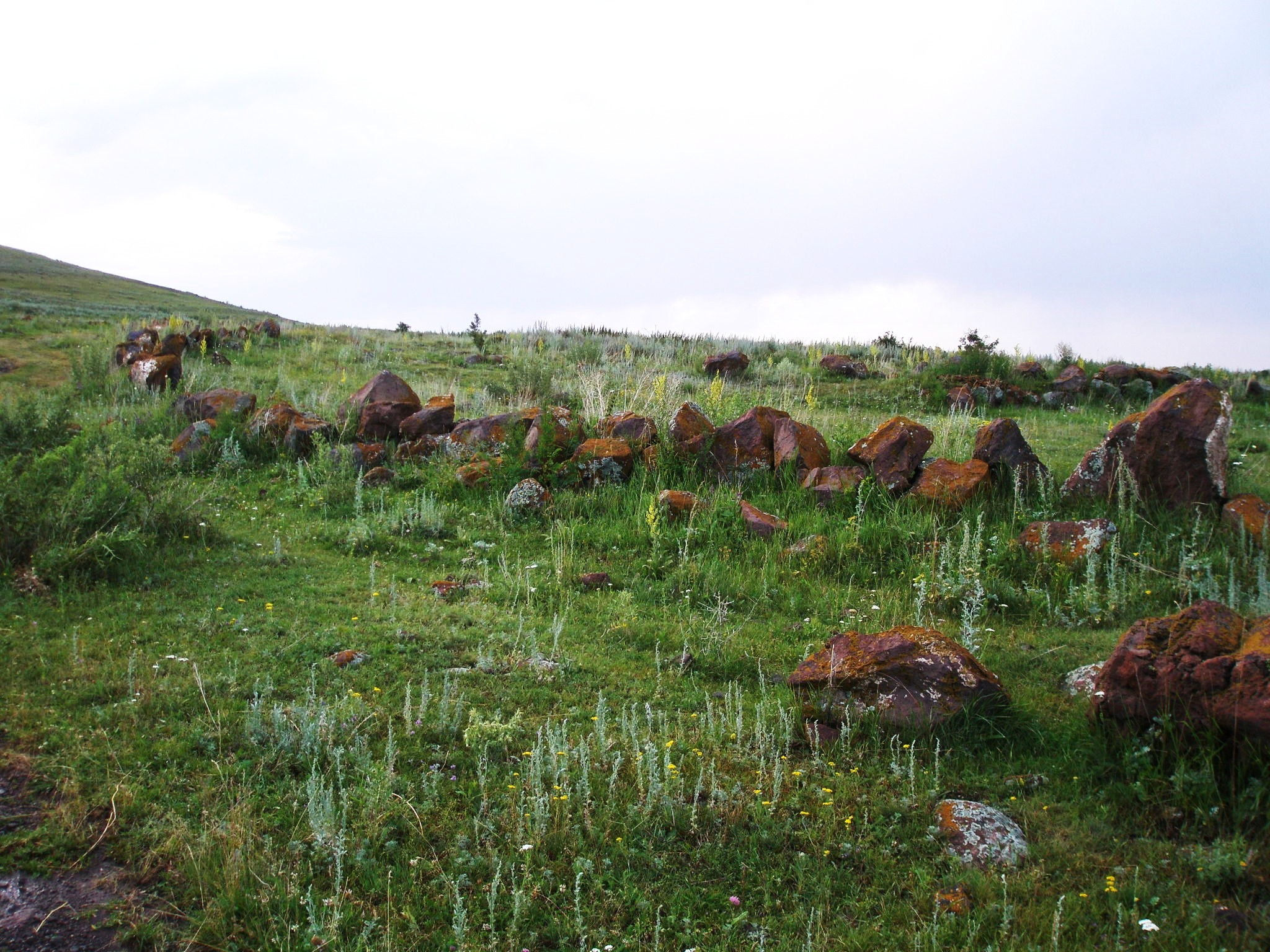

در دوران قرون وسطی، یکی از اربابان این سرزمین، سنگ‌های دفاعی را بازسازی کرد تا به‌عنوان قلعه خود در همان مکان مورد استفاده قرار گیرد و به نام ایشخانابرد به معنای «قلعه پروردگار» نامیده شد. به دلیل اختلاف بین آن دو بر سر همسرش، ارباب شهر خربر آن را گرفت. پس از ویرانی قلعه گفت: اکنون در این سرزمین جز مار و عقرب زندگی نمی‌کند. از این به بعد اودزابرد به معنای قلعه مار نامیده می‌شد.
در طول دوره قرون وسطی، ارباب زمین سنگی دفاعی باستانی تیسبا را بازسازی کرد تا به عنوان قلعه خود عمل کند. نام آن ایشخانابرد به معنای دژ پروردگار بود. ایشخانابرد تقریباً در هشت کیلومتری شمال غربی شهر مستحکمی دیگری قرار داشت که توسط اهالی منطقه کارمراشن یا «خربر» نامیده می‌شد. نام خربر از گویش محلی روستاهای اطراف دریاچه سوان در جنوب شرقی گرفته شده است و تقریباً به «ویرانه» ترجمه شده است. شالوده‌های سازه‌های سنگی، دیوارهای یک کلیسا، مقبره‌های بزرگ و یک قبرستان قرون وسطایی را می‌توان در کارمراشن باستانی که در کوه‌های نزدیک دریاچه سوان قرار دارد، مشاهده کرد. همچنین یک بنای یادبود متعلق به اواخر قرن چهاردهم به نام Yot Verk Matur به معنای «نمایشگاه هفت زخم» وجود دارد که به هفت ارباب هفت روستا که در جریان تهاجمات تیمور لنک کشته شدند، تقدیم شده است.
فولکلور محلی حکایت از آن دارد که ارباب کارمراشن همسری داشت و ارباب ایشخانابرد با وجود اینکه قبلاً ازدواج کرده بود، در پی آن بود که او را به عنوان مال خود داشته باشد. رابطه‌ای بین آن دو درگرفت و دیری نگذشت که ارباب کارمراشن این را کشف کرد و خشمگین شد. حاکم اعلام کرد که ایشخانابرد را که به دلیل دیوارهای بسیار ضخیم دفاعی غیرقابل نفوذ می‌دانستند، ویران خواهد کرد.
ارباب زن ایشخانابرد نیز از ماجرا باخبر شده بود و در حالی که او خواب بود، او را به بند کشید تا او نتواند فرار کند و رفت تا رقیب شوهرش را وارد قلعه محصور کند. همسر ارباب کرم‌راشن که ارباب دیگر با او رابطه داشت، متوجه شد که چه اتفاقی افتاده و برای آزاد کردن معشوقش آمده است. او با موفقیت این کار را انجام داد و آن دو در همان شب سوار بر اسب از طریق غار و تونلی که در نزدیکی قلعه قرار داشت از ایشخانابرد فرار کردند. این غار هنوز هم تا به امروز دیده می‌شود و ورودی آن بسیار بزرگ است. می‌گویند در آن روزها تونل غار از ایشخانابرد به روستایی دورتر منتهی می‌شد و تونلی که بعد از آن فروریخت می‌توانست از این سر تا سر دیگر سوار بر اسب را جا کند.
ایشخانابرد توسط ارباب دیگر ویران شد و گفت: «اکنون در این سرزمین جز مار و عقرب زندگی نخواهد کرد!» از این رو این نام از این پس به نام اودزابرد به معنای «قلعه مار» خوانده می‌شد.
فولکلور روستای تسووینار نیز حکایت از آن دارد که یک لوله سرامیکی در زیر سطح قرار داشت که از کوهپایه‌های نزدیک به ایشخانابرد منتهی می‌شد. در دوران قرون وسطی، تهاجمات در روستاها و اطراف آنها تهدیدی بود و از ورود چوپانان برای آوردن شیر به روستاها جلوگیری می‌کرد؛ بنابراین آنها در عوض شیر را از کوه‌ها از طریق خط لوله سرامیکی به روستا فرستادند.

## Sources
- Chahin, Mack (2001), The Kingdom of Armenia: New Edition (Caucasus World), ریچموند، لندن: روتلج, ISBN 0-7007-1452-9
- Kiesling, Brady (2005), Rediscovering Armenia: Guide, ایروان: Matit Graphic Design Studio
- Brady Kiesling, Rediscovering Armenia, p. 46; original archived at Archive.org, and current version online on Armeniapedia.org.